# Scarabaeus karrooensis
Scarabaeus karrooensis là một loài bọ cánh cứng trong họ Bọ hung (Scarabaeidae).